# Primera División (Chile) 1940
Die Primera División 1940, auch unter dem Namen 1940 Campeonato Nacional de Fútbol Profesional bekannt, war die 8. Saison der Primera División, der höchsten Spielklasse im Fußball in Chile.
Die Meisterschaft gewann erstmals das Team von Universidad de Chile.

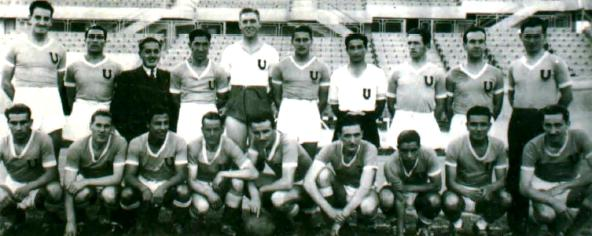
Das Meisterteam von Universidad de Chile 1940

## Modus
Die zehn Teams spielen jeder gegen jeden mit Hin- und Rückspiel. Sieger ist die Mannschaft mit den meisten Punkten. Bei Punktgleichheit entscheidet das Torverhältnis.

## Teilnehmer
Teilnehmer waren zehn Teams aus der Hauptstadt Santiago. Nach dem Rückzug im Vorjahr ist Unión Española wieder mit dabei. Der Letztplatzierte CD Metropolitano spielt hingegen nicht mehr in der Primera División. Santiago National und Juventus fusionierten zu Santiago National Juventus.

## Tabelle
| Pl.                       | Verein                     | Sp. | S  | U | N  | Tore    | Diff. | Punkte |
| ------------------------- | -------------------------- | --- | -- | - | -- | ------- | ----- | ------ |
| 1.                        | Universidad de Chile       | 18  | 12 | 2 | 4  | 046:310 | +15   | 26     |
| 2.                        | Audax Italiano             | 18  | 10 | 3 | 5  | 051:380 | +13   | 23     |
| 3.                        | Santiago National Juventus | 18  | 8  | 6 | 4  | 036:320 | +4    | 22     |
| 4.                        | CSD Colo-Colo (M)          | 18  | 10 | 1 | 7  | 045:370 | +8    | 21     |
| 5.                        | CD Green Cross             | 18  | 7  | 4 | 7  | 047:490 | −2    | 18     |
| 6.                        | CD Magallanes              | 18  | 8  | 1 | 9  | 047:490 | −2    | 17     |
| 7.                        | Santiago Morning           | 18  | 6  | 3 | 9  | 043:480 | −5    | 15     |
| 8.                        | Badminton FC               | 18  | 4  | 6 | 8  | 038:470 | −9    | 14     |
| 9.                        | Universidad Católica       | 18  | 5  | 4 | 9  | 034:430 | −9    | 14     |
| 10.                       | Unión Española (N)         | 18  | 3  | 4 | 11 | 030:430 | −13   | 10     |
| Quelle: , Stand: Endstand |                            |     |    |   |    |         |       |        |

## Beste Torschützen
| Rang | Spieler          | Klub                 | Tore |
| ---- | ---------------- | -------------------- | ---- |
| 1    | Pedro Valenzuela | Magallanes           | 20   |
|      | Víctor Alonso    | Universidad de Chile | 20   |